# Шамбон Мойсей Власійович
Мойсей Власійович Шамбон (фр. Moses Chambon, рос. Моисей Шамбон; 6 червня 1871 , Тьєр  — 11 березня 1945 , Пантен ) — викладач французької мови, педагог, колезький радник, фотограф-аматор. Автор унікальних фотографій з історії Чернігова періоду 1913—1918 рр.

## Біографія
Мойсей Власйович Шамбон народився 6 червня 1871 р. у місті Т'єр (Франція).
Отримав диплом бакалавра наук і звання учителя французької мови. На початку ХХ ст. переїздить до Російської імперії.
У період з 1903 по 1913 рр. М. Шамбон працював вчителем французької мови у 8-й чоловічій гімназії, приватній гімназії і реальному училищі Гуревича в Санкт-Петербурзі та займався репетиторством у «градоначальника» столиці Російської імперії. У 1909 р. отримав звання надвірного радника, з 1912 р. — колезький радник. Через негативний вплив клімату Петербурга родина Шамбон за порадою друзів (родина Васер) переїздить до Чернігова. Це сталося влітку 1913 р.
З вересня 1913 р. М. Шамбон почав працювати у Чернігівському реальному училищі викладачем французької мови. Родина Шамбон мешкала спочатку на П'ятницькій вулиці у будинку № 71, згодом — на Сретенській вулиці. З рекламних оголошень тодішньої місцевої преси відомо, що М. Шамбон давав у себе вдома платні уроки французької мови. У вільній від роботи і хатніх справ час М. Шамбон займався улюбленим хобі — фотографуванням.

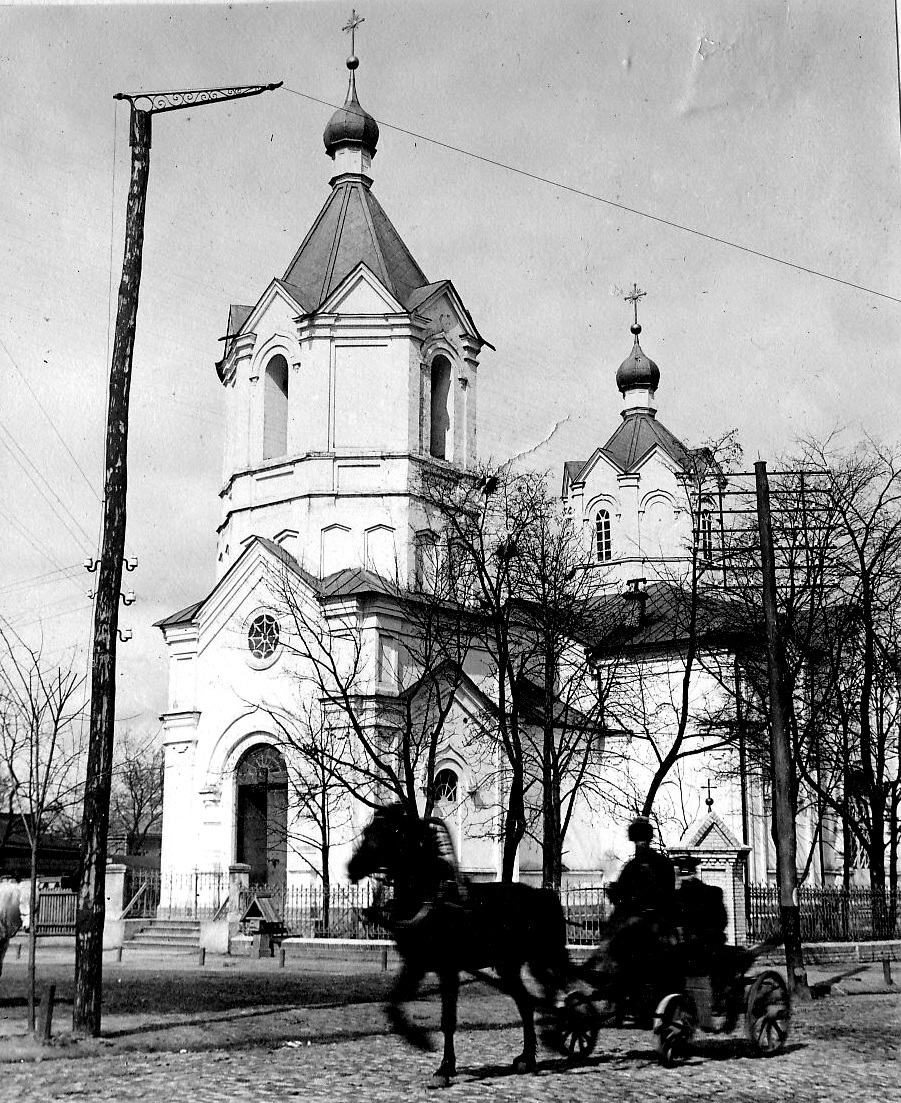
Миколаївська церква у Чернігові. Фото початку ХХ ст. Фотограф М. Шамбон

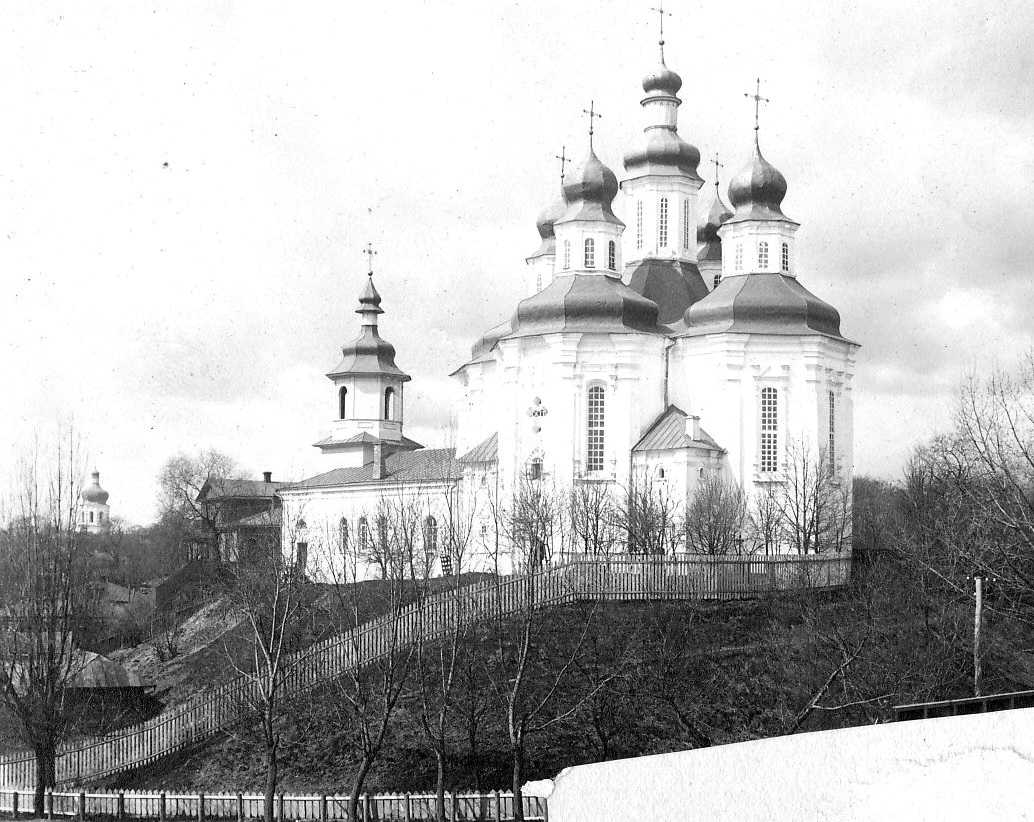
Катерининська церква у Чернігові. 1917 р. Фотограф М. Шамбон

Внаслідок революційних змін на терені Російської імперії і через встановлення нової більшовицької влади родина Шамбон вимушена була переїхати до Франції, що і було зроблено за сприяння французького консульства у січні 1921 р. (з Одеси до Константинополя на військовому кораблі «Suippe», з Константинополя до Марселя на теплоході «Canada»). Дана мандрівка виявилася дуже важкою, оскільки через складнощі у дорозі довелося залишити практично усе майно і цінні речі. До Франції вдалося привезти тільки документи, гроші і родинний фотоальбом (понад 200 фотографій). У Парижі М. Шамбон у 1923 р. викладав французьку мову в Російському народному університеті (рос. Русский народный университет), згодом працював у Міністерстві фінансів Франції. Помер М. Шамбон 11 березня 1945 р., похований у містечку Пантін під Парижем.
Родина М. Шамбона: дружина — Рашель-Жозефіна, діти — Мадлен, Ірен, Сімона і Рене (остання народилася у Чернігові).